# Ilyushin Il-22
Ilyushin Il-22, tên mã của USAF/DOD Type 10, là một loại máy bay ném bom phản lực đầu tiên của Liên Xô bay được.

## Tính năng kỹ chiến thuật (Il-22)
Dữ liệu lấy từ Gordon, OKB Ilyushin: A History of the Design Bureau and its Aircraft
Đặc điểm tổng quát
- Tổ lái: 5
- Chiều dài: 21,05 m (69 ft 0¾ in)
- Sải cánh: 23,06 m (75 ft 7 7/8 in)
- Chiều cao:  ()
- Diện tích cánh: 74,5 m² (801 ft²)
- Trọng lượng rỗng: 14.950 kg (32.960 lb)
- Trọng lượng có tải: 20.000 kg (44.100 lb)
- Trọng lượng cất cánh tối đa: 20.000 kg (44.100 lb)
- Động cơ: 4 × Lyul'ka TR-1 kiểu turbojet, 1.300 kgf (2.865 lbf) mỗi chiếc

 Hiệu suất bay 
- Vận tốc cực đại: 718 km/h (446 mph)
- Tầm bay: 865 km (537 mi)
- Trần bay: 11.100 m (36.420 ft)

Trang bị vũ khí

- Súng: 

  - 1 x pháo 23 mm Nudelman-Suranov NS-23
  - 2 x pháo 20 mm Berezin B-20E
  - 1 x pháo 23 mm NS-23
- Bom: Lên tới 3.000 kg (6.600 lb)

Danh sách liên quan
- Danh sách máy bay ném bom